# 矢野義明
矢野 義明（やの よしあき、1936年12月15日 - ）は、日本の作曲家。

## 略歴
東京都新宿区内藤町で育ち、小学校2年時に神奈川県逗子市新宿へ疎開する。
学習院初等科、逗子市立逗子小学校、逗子中学、県立横須賀高校、東京芸術大学ピアノ科（中退）で学び、弘田龍太郎、川島英子、五十嵐光子、加藤秋子、松浦豊明、田村宏からピアノを、團伊玖磨から作曲を学ぶ。
1974年、團伊玖磨指揮で東京交響楽団と共に、中国の「黄河協奏曲」を日本初演する。山崎陽子脚本の朗読ミュージカル「とぎれた子守歌」「幻の肖像画」で作曲を担当し、「とぎれた子守歌」を含む「山崎陽子の世界IV」で、平成13年度文化庁芸術祭大賞を受賞する。
自作品のピアノリサイタルや地域コンサートの他に、神奈川フィルハーモニー管弦楽団、神奈川交響楽団、鎌倉交響楽団、横須賀交響楽団と協奏曲を共演する。
2012年、教え子の女児への性加害で逮捕される。

## 作品

### ピアノ曲
- ソナタ ホ短調
- ソナタ ニ長調「童話」
- ソナタ 嬰ヘ短調（単楽章）
- バラード イ長調
- バラード ホ長調
- バラード ホ短調
- ファンタジー・オイラート
- トッカータ「日本の踊り」
- トッカータ「妖精の森」
- 幻想曲 嬰ヘ短調
- 幻想曲 ホ短調
- 組曲「海の四季」
- 組曲「山のせいくらべ」
- 組曲「トロピカル・ファンタジー」
- 24の前奏曲
- 7つのコンサート・エチュード

### グランドバレエ(ピアノ版)
- 白雪姫と不思議な鏡
- イーダの花
- 青い鳥
- 四季の妖精たち
- みつばちマーヤの冒険
- 雪の女王
- 人魚姫
- みにくいあひるの子
- マッチ売りの少女
- おしゃれなカラス
- 舌切り雀
- ヘンゼルとグレーテル
- 小さなバレリーナ
- 真夜中の玩具箱（小品）

### オルガン曲
- 教会ミサ用アルバム
- 音楽の寿陵アルバム

### オペラ
- ヘンゼルとグレーテル（捜真学院委嘱）
- 野の白鳥
- ベルと魔物（美女と野獣）
- 境木のお地蔵様（保土ケ谷区制60周年記念委嘱作品）

## 主な出版物
- こどものポピュラー・ピアノ曲集1、2（ドレミ楽譜出版社）
- こどものポピュラー・ピアノ連弾曲集1、2（ドレミ楽譜出版社）
- こどものポピュラー・ピアノ・コンサート（ドレミ楽譜出版社）
- こどものためのピアノ組曲「白雪姫」（中国人民音楽出版社）
- クリスマス物語（全音楽譜出版社）
- キャロルは流れる（全音楽譜出版社）
- こどものためのピアノ組曲「白雪姫」「シンデレラ姫」「人魚姫」（龍吟社）
- 音大受験のための聴音問題集1、2、3、4（龍吟社）